# Тщеславие (телесериал)
«Тщеславие» (исп. Ambición) — мексиканский 20-серийный мелодраматический мини-сериал 1980 года производства Televisa.

## Синопсис
В фильме рассказывается о женщине, соблазнившей мужчину с целью получения его денег. Эта женщина очень зла и решила отправить его единственную дочь в школу-интернат, чтобы та не мешала их отношениям. Дочь в школе-интернате влюбилась в парня.

## Создатели телесериала

### В ролях
- Хульета Брачо — Ольга
- Рафаэль Баледон — Орасио
- Эдит Гонсалес — Чарито
- Раймундо Капетильо — Армандо
- Эрика Буэнфиль — Ирис
- Беатрис Агирре — Виолета

### Административная группа
- оригинальный текст: Инес Родена
- либретто, адаптация и телевизионная версия: Карлос Ромеро
- режиссёры-постановщики: Рафаэль Банкельс, Фернандо Чакон
- продюсер: Валентин Пимштейн